# Destante
Il destante (in latino dextans) era una moneta di bronzo emessa nell'antichità in Italia. La moneta valeva 10 once.  La moneta non faceva parte del sistema monetario standard romano.
Il valore era indicato dalla lettera S (pari a metà asse e quindi sei once) seguita da quattro tortelli.
Si tratta di una moneta coniata per pochissimi anni in ambiti locali. Sono note alcune monete romane coniate a Luceria identificate dalla lettera  e altre appartenenti alla serie caratterizzate dalla lettera , anche queste pertinenti alla monetazione di Luceria.
Le monete recano al dritto la testa di Cerere e al rovescio  una Vittoria su una quadriga.